# ナフトールグリーンB
ナフトールグリーンB(Naphthol Green B)は、緑色のニトロソ化合物染料である。

## 化学
ナフトールグリーンBはナフトールグリーンY(C.I. 10005)のナトリウム塩である。水に可溶で、水中での吸収極大は、714 nmである。

## 応用
ナフトールグリーンBは、組織学において、コラーゲンの染色に用いられる。さらに、動物組織の多色染色に用いられる。工業用途では、羊毛、ナイロン、紙、未酸化のアルミニウム、石鹸等の染色に用いられる。